# Intrarea României în Primul Război Mondial
În august 1916, România primește un ultimatum să decidă dacă dorește să se alăture Antantei „acum ori niciodată”. Sub presiunea cererii ultimative, guvernul român acceptă să intre în război de partea Antantei, deși situația de pe fronturile de luptă nu era dintre cele mai bune.
România a intrat în lupta într-un moment defavorabil. Se apreciază în zilele noastre că, dacă ar fi intrat în război de partea Antantei în 1914 sau 1915, s-ar fi putut evita cucerirea Serbiei. La începutul anului 1916, românii ar fi putut sprijini Ofensiva Brusilov. Cauza principală a întârzierii intrării în război a României a fost neîncrederea cvasigenerală a liderilor politici și militari români în Rusia.

## Negocierile cu Aliații
România și-a negociat cu grijă condițiile pentru intrarea în război de partea Aliaților. Astfel, Bucureștiul cerea recunoașterea drepturilor României asupra teritoriului Transilvaniei.
Aliații au acceptat condițiile românilor în vara anului 1916. Dacă România s-ar fi alăturat efortului aliat de război mai devreme în acel an, mai înainte de declanșarea Ofensivei Brusilov, era foarte posibil ca rușii să fi reușit să obțină o mare victorie. Anumiți istorici militari apreciază că Rusia a întârziat aprobarea cererilor României, deoarece se temea că va fi pusă în discuție și situația teritoriului smuls din trupul Moldovei în 1812, Basarabia. Istoricul militar britanic John Keegan afirmă că, mai înainte de intrarea în război a României, Aliații căzuseră de acord în secret să nu-și onoreze după război angajamentele cu privire la expansiunea teritorială românească.
Guvernul român a semnat un tratat cu Aliații pe 17 august 1916, după care a declarat război Puterilor Centrale pe 27 august același an.

## Consiliul de Coroană
La 21 iulie/3 august 1914 la Sinaia a avut loc Consiliul de Coroană la care au participat Carol I, prințul Ferdinand I, membri ai guvernului și partidelor politice. La acest consiliu trebuia să se decidă dacă Regatul României va: adera la Antanta, adera la Tripla Alianță sau va păstra neutralitatea Majoritatea a fost de partea păstrării neutralității temporare, iar astfel Romania avea timp să-și pregătească armata.